# Adamów-Parcel
Adamów-Parcel – wieś w Polsce położona w województwie mazowieckim, w powiecie żyrardowskim, w gminie Radziejowice. Ma status sołectwa.
W latach 1975–1998 miejscowość administracyjnie należała do województwa skierniewickiego.
W 2011 roku we wsi mieszkały 182 osoby.